# Titronio
Titronio (en griego, Τιθρώνιο) es una localidad de Grecia que pertenece a la periferia de Grecia Central, a la unidad periférica de Ftiótide y al municipio de Anficlea-Elatea y que en el censo de 2011 tenía 101 habitantes.
En la Antigüedad, había una ciudad con su mismo nombre. Entonces pertenecía a la región de Fócide. 
Durante las guerras médicas fue uno de los lugares destruidos por las tropas persas de Jerjes I, en el año 480 a. C. Pausanias la ubica en una llanura, a veinte estadios de Drimea y a quince de Anficlea.
Se ha sugerido que la antigua Tritonio estaba en una colina sobre el río Dernitsa, en un lugar llamado actualmente Mulki, donde hay unas ruinas.

## Arqueología
En mayo de 2023 se ha dado a conocer en sus inmediaciones el hallazgo de una tumba de tipo tholos de época micénica, datada entre los siglos XIV y XIII a. C. Aunque la bóveda se hallaba derrumbada, se han encontrado diferentes restos humanos, joyas, cerámica y un curioso sello de ágata decorado con una escena de taurocatapsia o salto del toro, típico de la Creta minoica.